# Квалификације за Европско првенство у фудбалу 1980 — група 3
Резултати и табеле групе 3 квалификација за Европско првенство у фудбалу 1980.
Групу 3 су сачињавале четири репрезентације: Кипра, Румуније, Шпаније и Југославије.
У групи се игра по двоструком лига систему (свако са сваким по две утакмице), а првопласирани у групи се пласира за финални део првенства.

## Резултати
| Датум      | 1. екипа | 2. екипа | Рез.      | Стрелци                                                                                   | Стадион                 | Глед.  | Судија                    |
| ---------- | --- | --- | --------- | ----------------------------------------------------------------------------------------- | ----------------------- | ------ | ------------------------- |
| 4.10.1978  | Југославија · Стинчић (деб.), Џони, Мужинић, Зајец (Цукров 66‘), Стојковић, Рожић, Жунгул (Савић 66‘), Вукотић, Халилхоџић, Шурјак (жк), Сушић · Тренер:Младинић (16 ут)       | Шпанија · Ангел (жк), Марселино, Перез, Migueli, Олмо (жк), Кунди, Вилар, дел Боске, Асенси, Хуанито (Санчез 86‘), Сантиљана (Кано 88‘), · Тренер                                                                   | 1:2 (1:2) | 0:1 Хуанито 20‘, 0:2 Сантиљана 32‘ 1:2 Халилхоџић 44‘                                     | Максимир, Загреб        | 41.539 | Линемајер · Аустрија      |
| 25.10.1978 | Румунија · Радукану, Ангелини, Стефанеску, (жк), , (жк), Јорданеску, Crisan, Добрин, Николау (Радулеску 47‘) · Тренер:                                                               | Југославија · Борота (жк), Мужинић, Хаџиабдић (жк), Трифуновић (жк) (Рожић 70‘), Стојковић, Шурјак, Жунгул (Десница 70‘ (деб.)), Цукров, Халилхоџић, Петровић, Сушић · Тренер:Младинић (17 ут.)              | 3:2 (0:1) | 0:1Петровић 20‘ (пен), 1:1 61‘, 2:1 71‘, 3:1 Јорданеску 75‘ (пен), 3:2 Десница 90‘        | Стеауа, Букурешт        | 24.090 | Латанци · Италија         |
| 15.11.1978 | Шпанија | Румунија | 1:0 (1;0) | 1:0 Асенси 9‘                                                                             | Луис Казанова Валенсија | 50.000 | Јан Кајзер Холандија      |
| 13.12.1978 | Шпанија | Кипар | 5:0 (2:0) | 1:0 Асенси 9‘, 2:0 дел Боске 10‘, 3:0 Сантиљана 52‘,4:0 Рубен Кано 65‘, 5:0 Сантиљана 77‘ | El Helmántico Саламанка | 17.500 | Бонет Малта               |
| 1.04.1979  | Кипар · Стилиану, Kalothou, Виоларис, (Папакостас), Lysandrou, Gregori, Сава, Миамилиотис, Калимерис, Kissonerghis, Екониму, Канарис                                                                               | Југославија · Свилар, Перузовић, Старовлах (деб), Хаџић (деб), Стојковић, Мужинић, Зл. Вујовић (деб), Цукров, Савић (Крстичевић 83‘ (деб), Мирочевић (Јовановић 83‘ (деб)), Шурјак · Тренер:Миљанић (28 ут.) | 0:3 (0:1) | 0:1 Зл. Вујовић 41‘, 0:2 Зл. Вујовић 79‘, 0:3 Шурјак 87‘ (пен)                            | Макарио Никозија        | 3.376  | Ласло Падар Мађарска      |
| 4.04.1979  | Румунија | Шпанија | 2:2 (0:0) | 1:0 Георгеску 57‘, 1:1 Дани 59‘, 2:1 Георгеску 65‘, 2:2 Дани 70‘                          | Обломенко Крајова       | 40.000 | Langenhove Белгија        |
| 13.05.1979 | Кипар | Румунија | 1:1 (1:1) | 1:0 Аугустин 30‘, 1:1 Каифас 31‘                                                          | Цирион Лимасол          | 8.000  | Пармаков Бугарска         |
| 10.10.1979 | Шпанија · Арконада, Сан Хосе (жк), Мигели, Алесанко (жк, цк), Уриа, дел Боске, Вилар, Асенси, Дани, Квини (Сантиљана 46‘), Хередија,                                           | Југославија · Пантелић (деб), Зо. Вујовић, Крстичевић (жк), Зајец, Приморац, Рожић, Зл. Вујовић, Шестић (деб) (Мужинић 57‘ жк), Слишковић Сушић, Шурјак · Тренер:Миљанић (31 ут.)                            | 0:1 (0:1) | 0:1 Шурјак 5‘,                                                                            | Луис Казанова Валенсија | 28.079 | Брајан Макгинли Шкотска   |
| 31.10.1979 | Југославија · Пантелић, Приморац, Старовлах (жк), Хаџић, Зајец, Шурјак (Цукров 84‘), Зл. Вујовић, Петровић, Слишковић (Стојковић 88‘), Сушић, Шестић · Тренер:Миљанић (32 ут.) | Румунија · , ( 89‘), Стефанеску (жк), , (жк), Мултеску, , , Радукану, (Аугустин 77‘) · Тренер | 2:0 (0:0) | 1:0 Зл. Вујовић 49‘, 2:0 Слишковић 51‘                                                    | Трепча, К. Митровица    | 24.397 | Redelfs · Западна Немачка |
| 14.11.1979 | Југославија · Пантелић, Цукров, Рожић, Стојковић, Зајец, Шурјак, Петровић, Зл. Вујовић (Савић 83‘), Слишковић (Крањчар 27‘), Сушић, Шестић · Тренер:Миљанић (33 ут.)           | Кипар · , , , Константину, Лисандру, N. Pantziaras, Маврудис, , (), Кајафас, Канарис · Тренер | 5:0 (1:0) | 1:0 Крањчар 32‘, 2:0 Крањчар 50‘ 3:0 Зл. Вујовић 61‘, 4:0 Петровић 75‘, 5:0 Савић 87‘     | Град. стадион, Нови Сад | 14.134 | Zhezhov · Бугарска        |
| 18.11.1979 | Румунија | Кипар | 2:0 (1:0) | 1:0 Мутеску 40‘, 2:0 Радукану 75‘                                                         | Стеауа, Букурешт        | 10.000 | Krchnák · Чехословачка    |
| 9.12.1979  | Кипар | Шпанија | 1:3 (0:2) | 0:1 Вилар 5‘, 0:2 Сантиљана 41‘, 1;2 Врахимис 69‘, 1:3 Саура 89‘                          | Цирион Лимасол          | 15.000 | Буцек Аустрија            |

## Коначна табела
|             | КИП | РУМ | ШПА | ЈУГ |
| ----------- | --- | --- | --- | --- |
| Кипар       | –   | 1:1 | 1:3 | 0:3 |
| Румунија    | 2:0 | –   | 2:2 | 3:2 |
| Шпанија     | 5:0 | 1:0 | –   | 0:1 |
| Југославија | 5:0 | 2:1 | 1:2 | -   |

| Табела групе 3 | И | Д | Н | И | ДГ | ПГ | ГР  | Бодови |
| -------------- | - | - | - | - | -- | -- | --- | ------ |
| 1. Шпанија     | 6 | 4 | 1 | 1 | 13 | 5  | +8  | 9      |
| 2. Југославије | 6 | 4 | 0 | 2 | 14 | 6  | +8  | 8      |
| 3. Румунија    | 6 | 2 | 2 | 2 | 9  | 8  | +1  | 5      |
| 4. Кипар       | 6 | 0 | 1 | 5 | 2  | 19 | -17 | 1      |

Победник групе је репрезентација Шпаније, која се квалификовала за финални турнир Европског првенства у фудбалу 1980. у Италији.

## Листа стрелаца
| - 4 гола 1-2: Златко Вујовић Југославија 1-2: Сантиљана Шпанија - 2 гола 3-10: Владимир Петровић Југославија 3-10: Златко Крањчар Југославија 3-10: Ивица Шурјак Југославија 3-10: Хуан Мануел Асенси Шпанија 3-10: Руиз Шпанија 3-10: Дуду Георгеску Румунија 3-10: Марсел Радукану Румунија 3-10: Штефан Самеш Румунија |  | - 1 гол 11-24: Вахид Халилхоџић Југославија 11-24: Душан Савић Југославија 11-24: Блаж Слишковић Југославија 11-24: Дамир Десница Југославија 11-24: Енрике Саура Шпанија 11-24: Вилар Шпанија 11-24: дел Боске Шпанија 11-24: Рубен Кано Шпанија 11-24: Хуанито Шпанија 11-24: Јорданеску Румунија 11-24: Аугустин Румунија 11-24: Мутеску Румунија 11-24: Фивос Врахимис Кипар 11-24: Soteris Kaiafas Кипар |